# Terziarinnenspital Nürnberg
Das Terziarinnenspital Nürnberg ist ein ehemaliges Kloster der Terziarinnen der Franziskaner-Observanten in Nürnberg in Bayern in der Diözese Bamberg.

## Geschichte
Das St. Martha geweihte Kloster wurde 1412 durch Katharina Pfinzing, eine Klarissenäbtissin, gegründet. Es wurde im Zuge der Reformation aufgelöst. In der Kirche wurden nach der Aufhebung ein evangelisch-reformierter Gottesdienstraum und in den Räumen des Klosters Privatwohnungen eingerichtet.